# Берёзовка (Борисовский район, Белгородская область)
Берёзовка — село в Борисовском районе Белгородской области. Центр Берёзовского сельского поселения.

## География
Село Берёзовка расположено на реке под названием Берёзовый Колодезь (приток Берёзовской Рудки) в западной части Белгородской области, в 6 км к юго-западу от районного центра Борисовка.

## История

### Происхождение названия
Первые переселенцы строились на территории нынешнего урочища Красной Березовки в верховьях степной речки Берёзовой Рудки, откуда и пошло название самого села. Березовская Рудка впадает в Ворсклу у хутора Красиво.

### Исторический очерк
Земля, на которой возникли Березовские хутора, считалась отъезжими сенными покосами хотмыжских стрельцов и пушкарей, данными им ещё в XVII веке. Границы этих земель были настолько не определёнными, что ко времени Генерального межевания они именовались «дикопорозскими».
Этим обстоятельством не преминул воспользоваться Шереметьев, чьи владения вплотную подходили к этим пустующим землям. В экономических примечаниях сказано, что на этой земле Шереметьевым поселен хутор из 5 дворов малороссиян (украинцев), как стали тогда называть черкас.
Как единое село Берёзовка сформировалась лишь после революции, до этого оно состояло из двух хуторов: первой и второй Березовок. По стариной терминологии селом называлось такое селение, где имелась церковь, остальные, в зависимости от величины, — деревней или хутором. Селения же, основанные украинскими переселенцами, именовались слободами, также назывались и пригодные селения.
В 1926 году в Берёзовке появилась начальная школа (25 учащихся, их число постоянно росло и со временем превысило 200).
С июля 1928 года хутор Берёзовка — центр сельского Совета с единственным населённым пунктом в Борисовском районе.
Нападение Германии нарушило мирную жизнь. В октябре 1941 года село Березовка было оккупировано немецко-фашистскими захватчиками. Освобождено от захватчиков — 7 августа 1943 года.
В 1950-е годы село Березовка оставалось центром сельсовета, к которому прибавился хутор Красиво.
В октябре 1974 года в Березовке открылась новая двухэтажная средняя школа.
За 1970—1990-е годы в Березовке появились новая амбулатория, два типовых детских сада, комплексный приёмный пункт бытового обслуживания населения, 118 квартир, медицинский пункт и столовая в Красной Березовке, административное здание, три новых коровника, мастерская, два крытых зерновых тока. Особое внимание было уделено благоустройству села — строительство газопровода.
В 1991—1992 годах колхоз «Свободный труд» реорганизован в два с/x-кооператива «Красная Березовка» и «Нива». Спустя несколько лет, в августе 1997 года, они вновь были объединены в одно хозяйство ООО «Свободный труд».
Утром 6 мая 2024 года семь человек погибли в результате удара БПЛА и более 30 человек получили ранения, среди пострадавших есть дети. Удар произошел около 7:00 на шоссе Грайворон — Берёзовка — Белгород, недалеко от поворота на село Грузское.

## Население
В 1857 году X ревизия переписала в Грайворонском уезде в шести хуторах графа Шереметева — Березовском 1-м и Березовском 2-м, Козулине, Кальницком, Тарасенкове и Цаповском — «1207 душ мужского пола».
В 1884 году Грайворонского уезда Высоковской волости хутор Березовский 1-й — 63 двора, 413 жителей (207 мужского и 206 женского пола), грамотных — 16 мужчин (до школы 9 верст), … и хутор Березовский 2-й — 89 дворов (88 изб), 631 житель (327 мужского и 304 женского пола), грамотных десять мужиков и три учащихся мальчика (до школы 11 верст).
| 2002 | 2010  |
| ---- | ----- |
| 1157 | ↗1281 |